# 太陽の涙
『太陽の涙』（たいようのなみだ）は、TBS系列の「木下恵介アワー」（当時：日産自動車一社提供）で放送されたテレビドラマである。

## 放送データ
- 放送期間：1971年12月7日 - 1972年5月30日
- 放送日時：毎週火曜日 21:00-21:30
- 放送回数：全26回
- 放送形態：カラーフィルム作品

## 概要
木下恵介脚本作品。
旅行会社に勤める青年と、妻と別居中の父とともに料理店を営む娘との間で持ち上がった縁談話と、戦争によって家族関係を破壊された身寄りのない老人とのひょんなことから始まる交流を通して、不思議な出会いをテーマに描き、最終回でタイトルの「太陽の涙」の意味を明らかにする。

## あらすじ
父・新作(浜村純)と共に鉄板焼料理の店を営む娘・前田寿美子(山本陽子)の元に、見合いの申込が舞い込んだ。新作の知り合いで蕎麦屋「信濃路」を営む井上はつ(菅井きん)が、何かと世話焼きで紹介してくれたのだ。しかし、寿美子は相手の顔写真を見るのも拒否してその縁談を断ってしまうのだった。
その頃、旅行会社に勤める及川正司(加藤剛)は、骨折で入院中の義弟・勉(小倉一郎)を見舞うために病院を訪れていた。ヨーロッパへの出張旅行が決まったことを報告するためだ。勉は病院の売店で売り子をしている池本良子(沢田雅美)のことが好きで、何かと用事を作っては売店に入り浸っている。会合場所は、当然その売店だった。そこには、この病院に1年半も入院している小川(三島雅夫)もよく出入りしていた。小川は身寄りのない老人で、誰からも見舞いも連絡もないまま独りぼっちで過ごしていた。病室は相部屋で、他の入院患者たちは何かとそんな小川をからかっていた。小川は息苦しい病室を抜け出して、この売店で一息付くのが日課だった。正司と勉の話を聞くともなしに聞いていた小川は、正司に頼み事をした。ベニスに着いたら自分宛に絵葉書を送って欲しいという。正司はお安い御用とそれを引き受け、ヨーロッパに旅立って行った。
小川の相部屋には意地悪な男がいて、独りぼっちの小川に何かと嫌味を言って噛み付いていた。小川はやり返そうと、自分には息子がいる、ベニスで勉強中だと言い返してしまったのだ。ヨーロッパに旅立った正司は、約束通りに小川にベニスから絵葉書を送った。受け取った小川は大喜びでみんなに自慢した。
やがて、正司は仕事を遂えて日本に帰国した。予てから小川の苦しい事情を察していた良子は、再び勉の見舞いに来た正司に、小川の息子の振りをして病室へ行って欲しいと頼んでみた。良子の熱意に負けた正司は、息子の振りをして帰国の報告に行った。小川は涙を流して喜んだ。そんな一芝居を遂えた正司が売店で稲荷寿司を食べていると、入院客のお見舞いに来た寿美子と相席になった。寿美子が写真も見ずに断った縁談の相手は、この正司である。義弟・勉はそれに怒って寿美子に抗議に行ったことがあった。寿美子はそれを気に病んで見舞いに訪れたのだ。
帰り道もまた出会す形になった正司と寿美子は、同じ方向だったためタクシーに同乗してそれぞれ帰宅した。寿美子は、その日偶々出会っただけの正司に一目惚れしていた。後日、再び病院を訪れた寿美子は、正司は小川の息子だと聞かされた。寿美子は正司にもう一度会いたいと、小川の元へ度々見舞いに行くようになった。
一方、寿美子の元にははつを通して父・新作から再三縁談の誘いが来ていた。寿美子は正司に夢中でそれに取り合おうともしなかった。その縁談相手が正司だとも知らずに。

## キャスト
- 及川正司：加藤剛
- 前田寿美子：山本陽子
- 池本良子：沢田雅美
- 井上はつ：菅井きん
- 及川勉：小倉一郎
- 及川高行：長浜藤夫
- 前田新作：浜村純
- 宮沢泰子：馬渕晴子
- 小川：三島雅夫
- 篠田清（泰子の義弟）：桐原新
- 前田政代（寿美子の母）：村瀬幸子
- 前田昭三郎（寿美子の三兄）：山本豊三
- 前田竜二郎（寿美子の次兄）：早川純一
- 前田賢一郎（寿美子の長兄）：小笠原良知
- ケン坊（信濃路の店員）：鍋谷孝喜
- 吉田：鹿野浩四郎
- 青ちゃん（勉の友人）：畠山麦
- 矢場：日野道夫
- 矢場の妻：杉山とく子
- 林：高木信夫
- 堀：森乃五郎
- 大森：斎藤英雄
- 鈴木：渡辺紀行
- 田中：豊田広貴

ほか
- ナレーター：矢島正明

## スタッフ
- 企画・脚本：木下恵介
- 演出：大槻義一（第一回～第十二回）、川頭義郎（第十三回～最終回）
- 音楽：木下忠司
- プロデューサー：小梶正治
- 制作：松竹、木下恵介プロダクション、TBS

## 主題歌
「太陽の涙」　※「白いバラ、黄色いバラ」のカップリング曲（B面）で発売。
作詞：尾中美千絵 / 作曲：木下忠司 / 唄：有賀公彦
発売元：ポリドールレコード（DR-1664）